# Walentina Dimitrowa
Walentina Spasowa Dimitrowa, z domu Stoimenowa (bułg. Валентина Спасова Димитрова (Стоименова), ur. 4 maja 1956 w Kostencu, zm. 2 listopada 2014 w Sofii) – bułgarska lekkoatletka, wieloboistka.
Zwyciężyła w pięcioboju na uniwersjadzie w 1977 w Sofii. Na igrzyskach olimpijskich w 1980 w Moskwie zajęła w tej konkurencji 7. miejsce.
Zajęła 6. miejsce w siedmioboju (który zastąpił pięciobój) na mistrzostwach Europy w 1982 w Atenach oraz 5. miejsce w tej konkurencji na mistrzostwach świata w 1983 w Helsinkach.
Zajęła 3. miejsce w pięcioboju w Pucharze Europy w wielobojach w 19771 w Lille i również 3. miejsce w siedmioboju w Pucharze Europy w 1983 w Sofii.
Zwyciężyła w pięcioboju w mistrzostwach krajów bałkańskich w 1977, 1979 i 1980.
Była mistrzynią Bułgarii w pięcioboju w 1976, 1977 i 1979 oraz w siedmioboju w 1982 i 1983, a także halową mistrzynią swego kraju w pięcioboju w 1977 i 1981 oraz w pchnięciu kulą w 1980.
Pięciokrotnie poprawiała rekord Bułgarii w pięcioboju do wyniku 4650 pkt (13 czerwca 1980 w Sofii) i czterokrotnie w siedmioboju do rezultatu 6453 pkt (29 maja 1983 w Götzis.